# Ernst Feßmann
Ernst Feßmann, nemški general, * 6. januar 1881, † 25. oktober 1962.